# Promozione Lazio 1979-1980
Nella stagione 1979-1980 la Promozione era sesto livello del calcio italiano (il massimo livello regionale). Qui vi sono le statistiche relative al campionato in Lazio.
Il campionato è strutturato in vari gironi all'italiana su base regionale, gestiti dai Comitati Regionali di competenza. Promozioni alla categoria superiore e retrocessioni in quella inferiore non erano sempre omogenee; erano quantificate all'inizio del campionato dal Comitato Regionale secondo le direttive stabilite dalla Lega Nazionale Dilettanti, ma flessibili, in relazione al numero delle società retrocesse dal Campionato Interregionale e perciò, a seconda delle varie situazioni regionali, la fine del campionato poteva avere degli spareggi sia di promozione che di retrocessione.

## Girone A

### Classifica finale
|  | Pos. | Squadra                                        | Pt | G  | V  | N  | P  | GF | GS | DR  |
|  | ---- | ---------------------------------------------- | -- | -- | -- | -- | -- | -- | -- | --- |
|  | 1.   | A.S. Lodigiani, Roma                           | 48 | 30 | 20 | 8  | 2  | 44 | 11 | +33 |
|  | 2.   | Pol. Acilia, Acilia                            | 38 | 30 | 14 | 10 | 6  | 43 | 24 | +19 |
|  | 3.   | S.S. Tivoli Terme, Tivoli Terme                | 37 | 30 | 14 | 9  | 7  | 39 | 31 | +8  |
|  | 4.   | G.S. Golagomma, Pomezia                        | 36 | 30 | 10 | 16 | 4  | 35 | 27 | +8  |
|  | 5.   | U.S. Ladispoli, Ladispoli                      | 35 | 30 | 11 | 13 | 6  | 27 | 25 | +2  |
|  | 6.   | Pol. Tor Sapienza Voxon, Roma                  | 31 | 30 | 10 | 11 | 9  | 38 | 31 | +7  |
|  | 7.   | Pol. Fortitudo Lib.Campidoglio, Roma           | 31 | 30 | 11 | 9  | 10 | 30 | 26 | +4  |
|  | 8.   | A.S. Ostia Mare, Lido di Ostia                 | 28 | 30 | 7  | 14 | 9  | 24 | 23 | +1  |
|  | 9.   | Pol. Villalba, Guidonia Montecelio             | 27 | 30 | 7  | 13 | 10 | 24 | 29 | -5  |
|  | 10.  | A.S. Mirtense Lo Sacco Mobili , Poggio Mirteto | 26 | 30 | 6  | 14 | 10 | 23 | 29 | -6  |
|  | 11.  | A.S. Campagnano, Campagnano di Roma            | 26 | 30 | 7  | 12 | 11 | 26 | 34 | -8  |
|  | 12.  | G.S. La Rustica, Roma                          | 26 | 30 | 7  | 12 | 11 | 25 | 36 | -11 |
|  | 13.  | U.S. Astrea, Roma                              | 24 | 30 | 6  | 12 | 12 | 29 | 36 | -7  |
|  | 14.  | G.S. A.CO.TRA.L., Roma                         | 23 | 30 | 7  | 9  | 14 | 24 | 37 | -13 |
|  | 15.  | S.P. Tarquinia, Tarquinia                      | 22 | 30 | 6  | 10 | 14 | 22 | 37 | -15 |
|  | 16.  | A.S. Tuscania, Tuscania                        | 22 | 30 | 7  | 8  | 15 | 31 | 48 | -17 |

## Girone B

### Classifica finale
|  | Pos. | Squadra                                    | Pt | G  | V  | N  | P  | GF | GS | DR |
|  | ---- | ------------------------------------------ | -- | -- | -- | -- | -- | -- | -- | -- |
|  | 1.   | U.S. Terracina, Terracina                  | 46 | 30 | 18 | 10 | 2  | 41 | 17 |    |
|  | 2.   | A.S. Cynthia, Genzano di Roma              | 42 | 30 | 17 | 8  | 5  | 51 | 27 |    |
|  | 3.   | U.S. Rocca di Papa Canarini, Rocca di Papa | 40 | 30 | 16 | 8  | 6  | 45 | 15 |    |
|  | 4.   | S.S. Pro Cisterna, Cisterna di Latina      | 37 | 30 | 12 | 12 | 6  | 28 | 19 |    |
|  | 5.   | S.S. Naddeo Vivace, Grottaferrata          | 35 | 30 | 13 | 9  | 8  | 33 | 21 |    |
|  | 6.   | A.C. Aprilia, Aprilia                      | 32 | 30 | 10 | 12 | 8  | 43 | 29 |    |
|  | 7.   | Pol. La Subiaco, Subiaco                   | 32 | 30 | 11 | 10 | 9  | 31 | 32 |    |
|  | 8.   | A.S. Ceccano, Ceccano                      | 31 | 30 | 10 | 11 | 9  | 41 | 37 |    |
|  | 9.   | S.S. Scauri, Scauri di Minturno            | 30 | 30 | 10 | 10 | 10 | 28 | 26 |    |
|  | 10.  | Pol. Ariccia, Ariccia                      | 30 | 30 | 8  | 14 | 8  | 23 | 22 |    |
|  | 11.  | S.S. Semprevisa, Carpineto Romano          | 26 | 30 | 8  | 10 | 12 | 42 | 34 |    |
|  | 12.  | G.S. Vis Sezze, Sezze                      | 26 | 30 | 11 | 4  | 15 | 36 | 39 |    |
|  | 13.  | S.I.R.S. Ciampino, Ciampino                | 25 | 30 | 8  | 10 | 12 | 26 | 32 |    |
|  | 14.  | A.S. Castel Gandolfo, Castel Gandolfo      | 23 | 30 | 5  | 13 | 12 | 25 | 36 |    |
|  | 15.  | S.S. Castelforte, Castelforte              | 21 | 30 | 7  | 7  | 16 | 33 | 59 |    |
|  | 16.  | A.S. Isola Liri, Isola dei Liri            | 4  | 30 | 0  | 4  | 26 | 8  | 90 |    |